# Hamden (Connecticut)
Hamden è un comune di 58.180 abitanti degli Stati Uniti d'America, situato nella Contea di New Haven nello Stato del Connecticut.